# Régis Gurtner
Régis Gurtner (Saverne, 8 december 1986) is een Frans voetballer. Hij is een doelman en staat onder contract bij Amiens SC.

## Carrière
Gurtner speelde in de jeugd van de plaatselijke voetbalploeg in Haguenau en werd vervolgens opgenomen in de jeugdopleiding van RC Strasbourg. In het seizoen 2008/09 werd hij opgenomen in de eerste ploeg maar kwam dat seizoen niet in actie. Op 16 oktober 2009 maakte Gurtner zijn debuut bij RC Strasbourg. Op de tiende speeldag van de Ligue 2 debuteerde hij tijdens een thuiswedstrijd tegen Vannes OC. De wedstrijd eindigde op 1–0. Tijdens hetzelfde seizoen degradeerde Gurtner met Strasbourg naar de Championnat National. In het seizoen 2011/12 maakte hij de overstap naar US Boulogne, uitkomend in de Ligue 2. Daar speelde hij 28 wedstrijden maar kon op het einde van het seizoen een nieuwe degradatie naar de Championnat National niet vermijden. In het seizoen 2014/15 tekende Gurtner een contract bij Le Havre AC. Weinig speelkansen deed hem in 2015 een contract tekenen bij Amiens SC, destijds uitkomend in de Championnat National. Tijdens het eerste seizoen slaagde hij erin om, samen met zijn ploeg, op de derde plaats te eindigen die een promotie naar de Ligue 2 tot gevolg had. Tijdens het seizoen 2016/17 slaagde de ploeg erin om opnieuw de promotie te verwezenlijken, ditmaal naar de Ligue 1. Gurtner speelde alle competitiewedstrijden en, samen met de ploeg, hadden ze een punt minder dan kampioen Strasbourg. Op 5 augustus 2017 maakte Gurtner zijn debuut in de Ligue 1 op het terrein van Paris Saint-Germain. De wedstrijd eindigde op 2–0 na doelpunten van Edinson Cavani en Javier Pastore. 

## Statistieken
| Seizoen | Club          | Land               | Competitie           | Competitie | Competitie | Beker | Beker | Europees | Europees | Totaal | Totaal |
| Seizoen | Club          | Land               | Competitie           | Wed.       | Dlp.       | Wed.  | Dlp.  | Wed.     | Dlp.     | Wed.   | Dlp.   |
| ------- | ------------- | ------------------ | -------------------- | ---------- | ---------- | ----- | ----- | -------- | -------- | ------ | ------ |
| 2008/09 | RC Strasbourg | Vlag van Frankrijk | Ligue 2              | 0          | 0          | -     | -     | —        | —        | 0      | 0      |
| 2009/10 | RC Strasbourg | Vlag van Frankrijk | Ligue 2              | 3          | 0          | -     | -     | —        | —        | 3      | 0      |
| 2010/11 | RC Strasbourg | Vlag van Frankrijk | Championnat National | 7          | 0          | —     | —     | —        | —        | 7      | 0      |
| 2011/12 | US Boulogne   | Vlag van Frankrijk | Ligue 2              | 28         | 0          | —     | —     | —        | —        | 28     | 0      |
| 2012/13 | US Boulogne   | Vlag van Frankrijk | Championnat National | 1          | 0          | —     | —     | —        | —        | 1      | 0      |
| 2013/14 | US Boulogne   | Vlag van Frankrijk | Championnat National | 0          | 0          | 3     | 0     | —        | —        | 3      | 0      |
| 2014/15 | Le Havre AC   | Vlag van Frankrijk | Ligue 2              | 4          | 0          | —     | —     | —        | —        | 4      | 0      |
| 2015/16 | Amiens SC     | Vlag van Frankrijk | Championnat National | 34         | 0          | —     | —     | —        | —        | 34     | 0      |
| 2016/17 | Amiens SC     | Vlag van Frankrijk | Ligue 2              | 38         | 0          | —     | —     | —        | —        | 38     | 0      |
| 2017/18 | Amiens SC     | Vlag van Frankrijk | Ligue 1              | 37         | 0          | 3     | 0     | —        | —        | 40     | 0      |
| 2018/19 | Amiens SC     | Vlag van Frankrijk | Ligue 1              | 13         | 0          | 0     | 0     | —        | —        |        |        |
| TOTAAL  | TOTAAL        | TOTAAL             | TOTAAL               | 168        | 0          | 6     | 0     | 0        | 0        | 174    | 0      |

1 Gurtner  ·
2 M. Fofana ·
5 Urhoghide ·
7 Leautey ·
9 Mafouta ·
10 Kandil ·
13 Jaouab ·
14 Corchia ·
16 Sauvage ·
17 Chibozo ·
19 Vita ·
20 Kaïboué ·
22 Dao ·
23 Barry ·
25 Gene ·
27 Lutin ·
29 Boya ·
30 Rongier ·
39 Chabane ·
45 I. Fofana ·
94 Touho ·
99 Ikia Dimi ·
Coach: Daf